# 다테성
다테성(일본어: 館城)은 일본 홋카이도 히야마 지청 앗사부정에 있었던 성이다.
이 성은 1868년 마쓰마에번 번주 노리히로가 창건하였다. 마쓰마에번의 시모노쿠니 도시치로가 메이지 신정부의 허가를 얻어 1868년 9월 기공하였는데, 원래는 삼중 성곽에 포대를 갖춘 본격적인 성채로 설계되었으나, 주변 정세의 불안함으로 인해 일단 토루를 쌓고 판재로 건축물을 세워놓는 식으로 지어져 55일 만에 완공되었다. 그 해 10월, 구 막부군이 상륙하여 고료카쿠를 점령하고 마쓰마에성을 향해 진격해오자, 마쓰마에 번은 번주와 가신들을 다테 성으로 보내고, 마쓰마에 성에 400명의 군사를 두어 방어하게 했다. 그러나 11월 5일, 마쓰마에 성을 함락시킨 구 막부군이 이어서 다테 성을 노리자, 번주 노리히로는 10일 만에 성을 떠났다. 두 배나 되는 구 막부군에 맞서 미카미 조준의 지휘 하에 마쓰마에 번의 군사들은 항전했으나, 결국 다테 성은 함락되었고 이때 소실되었다.
1966년, 홋카이도 지정 사적으로 지정되었다.

## 같이 보기
- 마쓰마에 번(다테 번)
- 마쓰마에성